# Poly (magazine)
Pour les articles homonymes, voir Poly.
Poly (anciennement Polystyrène) est un magazine culturel mensuel (11 numéros par an dont cinq en version bilingue, français et allemand) diffusé en Alsace, Lorraine et Bourgogne-Franche-Comté ainsi qu'au Luxembourg (et dans les régions limitrophes allemandes et suisses pour les franco-allemands). Le magazine est édité par la société BKN Éditeur, dirigée par Julien Schick. BKN Éditeur est par ailleurs associé à l'édition des agendas de Spectacles Publications.
En 1997, est créé le magazine Polystyrène, un mensuel diffusé en kiosque, couvrant peu à peu l'actualité culturelle  d'une large zone du Grand Est, de Dijon à Luxembourg. En octobre 2006, à l’occasion de son numéro 101, Polystyrène devient Poly, tout simplement.
En septembre 2008, avec le numéro 121, Poly mue significativement. Poly refonde sa maquette, augmente son tirage, devient mensuel et ouvre davantage son champ d'action thématique (sciences, gastronomie, étranger…) complété par un dossier de fond dans chaque numéro.
Chacune de ses parutions regroupe une sélection de l’actualité culturelle traitée sous forme de chroniques, portraits ou entretiens. Poly entend rendre compte de l’effervescence et de la créativité dans le Grand Est, laissant également une large place à la photographie. Dans ce domaine, le magazine s’est assuré la collaboration régulière, au fil des saisons, de photographes reconnus comme Pascal Bastien  et Stéphane Louis…